# 2-吡咯乙胺
2-吡咯乙胺是一种有机化合物，化学式为C6H10N2，它是芳烷基胺的一种，最初于1949年被发现。它可由2-(2-硝基乙烯基)吡咯在四氢呋喃被氢化铝锂还原得到。